# コーセルテルの竜術士
『コーセルテルの竜術士』（コーセルテルのりゅうじゅつし）は、石動あゆまによる日本の漫画作品。ほのぼのファンタジー。『COMIC Crimson』（創美社）にて2000年から連載されていたが、未完成な設定が沢山あり、多くの謎を残したまま2003年5月発売の7月号で同誌が休刊になったため、不完全な完結をした。単行本の最終4巻において、多くの描き下ろしを追加している。
続編となる『コーセルテルの竜術士物語』が『コミックZERO-SUM』（一迅社）にて、2004年6月号から2009年7月号まで連載。また、コミックマーケットや雑誌の誌上販売で売られている「zero-sum」（コゼロサム）に番外編を掲載したり、コミックスや雑誌内にて設定資料集の応募者全員サービスを行ったりもしている。また、2007年、2008年にはドラマCDが誌上にて販売された。2009年9月、『コミックZERO-SUM』11月号より続編『コーセルテルの竜術士〜子竜物語〜』が開始される。その後、2013年2月に発売された同誌4月号から世界観を同じくする『イルベックの精霊術士』の連載を開始し、『コーセルテルの竜術士〜子竜物語〜』を休載。『イルベックの精霊術士』が2014年5月号に完結し、同誌同年8月号より『コーセルテルの竜術士〜子竜物語〜』の連載が再開され、2020年11月号に完結した。
2021年9月17日より『ゼロサムオンライン』（同）にて、シリーズの新章である『コーセルテルの竜術士〜子竜冒険記〜』が連載されている。

## シリーズ概要
「コーセルテルの竜術士物語」は竜と精霊と獣人、そして少数の人間が暮らす国コーセルテルを舞台に展開する、ほのぼの子育てファンタジー（しかし、実際にはかなり詳細な世界設定がなされたハイ・ファンタジーである）。物語の主役となるのは竜の子と、彼らを守り育てる人間＝竜術士たち。毎日色々な事を学びながら成長していく子竜達と、共に日々を生きる竜術士。さらには精霊や獣人なども交えての、元気で且つ穏やかな日々が描かれる。殆どが一話完結式で物語は進むが、前後編、あるいは中編を挟んだ構成になる事も。少年漫画と思われがちだが、実際は少女漫画として位置づけされている。
物語は現在までに三部構成を取り、第一部が物語全般のキャラクター・設定紹介が主な「〜の竜術士」。第二部がストーリー性と話の核心に触れる「〜の竜術士物語」。そして第二部終了から間をおいて第三部「〜の竜術士　子竜物語」の三部目が存在する。その他、公式外伝として単行本に付属する小冊子、ドラマCD、そして作者の公式サイトにて書かれる内容もここに加わる。
『イルベックの精霊術士』についても記載する。

## 世界観
生物学的に全ての種族は異性間繁殖が可能（第二部までに精霊の混血は見当たらないがそれらしいセリフはある）、生まれた子供は全て母親側の種族で生まれ、そこに父方の血筋と能力が加わることになる（例を挙げれば、人間の女性メリアと魔人の男性の間に生まれたウィルフは「半分魔人の血を持つ人間」。母親が風竜と人間のハーフで父親が人間のミリュウは「風竜の血を引く人間」）。コーセルテルの物語では多種族同士の混血が当たり前なので、混血ゆえの微妙なニュアンスが各所に存在する。

### コーセルテルについて
険しい山と深い森に囲まれた、竜と精霊と獣人、そして竜術士が住む国。遥か昔には「竜の都コーセルテル」と呼ばれ、多くの竜と竜術士が住む都があったが、魔族の襲撃などによって衰退・滅亡し、現在では国というよりも隠れ里のような、穏やかでのんびりした暮らしが続いている。その広さはかなりのもので、湖や広大な森、高い山などが地平線の彼方まで続いている。特異的地理状況により人にはほとんど踏み込めない場所にあるがその気候は温暖で、かつ暑さが耐え難くなることもない、過ごしやすい土地柄である。
外界から隔絶された世界ではあるが、竜術士のほとんどが外の世界出身であることからも分かるように、時おり人間が自力で山と谷を越えてきたり迷い込んだり、引退した元竜術士が後継者候補を連れてきたりすることもある。所在についてはうっすらと知られているものの基本的には極秘的扱い(詳しくは後述)。ただしウィルフが所属する「郵便組合」は配達の都合で知られている。

### イルベスについて
コーセルテル以外に国名が解っている外界は、術士の一人エレの故郷である小国イル・カレナスとそこを併合した大国カルヘーツ。そしてコーセルテルと深く関わりのあるイルベス地方のイル・レネイスである。イルベスという名は地方名なのだが、ここにはコーセルテルの大精霊(後述)の片割れである「旅の精霊イルベック」が存在する土地であり、事実上の姉妹地域のような物である。ただし、イルベスには精霊を酷使する「精霊術士の国」があり、コーセルテル側としては良い印象を受けていない。詳しいことは『イルベックの精霊術士』で語られた。

### 竜について
一般的にドラゴンの名称で親しまれる西洋竜と本質的には同じ姿をしている(竜本体としての平均身長は不明)。竜達は火竜(かりゅう)・地竜(ちりゅう)・水竜(すいりゅう)・風竜(ふうりゅう)・木竜(もくりゅう)・光竜(こうりゅう)・暗竜(あんりゅう)、そして今は絶滅した月の種族(何竜か不明)の計8種が存在する。卵生の生態系で言語形態はそれぞれ異なるが、共通語として人語を使用。
竜たちの暮らす「里」は族長の本家と、分家に該当する別里が世界各地に点在している。基本的に外界との接触はほとんどなく、コーセルテル以外で異種の竜と接触することは稀。里自体はパワースポットのようなものの近くにある（火竜の里なら火山など）。竜は自らの内に宿る力を用いて「竜術」という特殊な力を使う事ができる。これに関しては「竜術について」を参照。
普段は「竜術士の傍により多く居られる」「小さいと小回りが利いて暮らすのにも便利」という二つの理由により「竜人化術」を使って人間とほぼ同じ姿、大きさで生活している(特に用事がない限り本来の姿にはならない)。各竜族ごとに共通の容姿と能力が存在し、違いとしては人間より一回り大きく角ばった耳、頭の小さな二本の角がつき、身体・能力が未熟な幼竜にはこれに加えてバランスを取るための小さな尻尾がある（足など一部竜に近い者や、暗竜には背中に蝙蝠のような二枚の翼がある）。性格に関しては以下に挙げられるのはあくまで「平均的にこのような性格が多い」というものであり、同じ種族でも個人によって、また育った環境によって差はあるし、中には一族の類型に全く当てはまらない変わり者も居る。
人化状態の服装も人間が着用する物と機能的に変わりなく、各竜族ごとに特色があるものの、個人の好みで自由にアレンジ可能なようで服のデザインは様々。基本は丈の長いローブやズボン、スカートなどを好んで着ている。
それぞれの種族の性質により、光・暗は司る力が星の「外」にあるので「天の二竜」、それ以外の竜は星の「内」に眠る力を司るので「星の五竜」と呼ばれる。〜の竜術士第25話「夢を知るひと」の中で、「月の種族」について語られていたが、どのような力を有していたか、何故滅びたか、いつ滅びたかなど全く不明。現存する竜族全てに「月」をかたどったアクセサリーが伝統装束内に付属する。
竜には、8部族をそれぞれ束ねる族長と外敵行為から部族を守る守長。分里の長である里長と防衛要員の里守長が存在し里の秩序を維持。さらには全部族を統一し頂点に立つ「竜王」が存在した。竜王となるには8部族の中で「月の竜術士」によって育てられた子竜にのみ即位することができるのだが、詳しい事情はわからず現在は空位のままとなっている。
竜の中には変種と呼ばれる竜が産まれることがある。突然変異で特殊な力を持った竜が産まれることであり、多いのは一つの能力に特化した竜で、クレイベルやフェルリは木竜の変種、花の竜を見たことがあるという。花の竜は花にだけ特化していて、薄紅色（変種は各竜の既存色とは違う色で産まれる）をしていて四季の精霊の干渉すらはね除けて花を咲かせられたが、変種は体が細く、寿命も短い。治療も各竜によって違う。特に木竜は変種が産まれやすいとされている。今いる変種はプレア。

#### 子竜について
竜の成長は本来、同種族(父母その他)の間で行われる。この状態でも問題なく成長するが、そこに人間が関わることでより巨大な術の使用や効率のいい能力の発揮を成竜以上に引き出す事ができる。そのため、竜の都時代から子竜を(主に卵の時代から)竜術士に預け、養育させる。これが竜術士の始まりとなった。当時から竜術士に教育をしてもらうのは竜社会においてエリートコースを約束されたことであり、それは現在になっても変わりない。コーセルテルに来る現代の子竜は里での決定に基づき預けられてくる。預けられた子竜は将来里長や守長、教育係など重要な役職になることを望まれているがあくまで自分の意思を優先される。それの選択基準がどうやって決まっているのかは不明。
成長する際、人間のように何年経てば何歳という年の取り方ではなく、精神の成長に伴って身体の成長速度が変わり、精神面が成長すればそれだけ成長も早まる。ただ幼い竜は話すのが苦手なので、心言（一種のテレパシーのようなもの）で相手へ意思を伝達をする（この話し方は本編中では他と異なる吹き出しで表現される）。竜術士の補佐役は補佐竜と呼ばれるが、これも上記の理由で責任感がそのまま成長に表れる一番竜がなることがほとんどである。補佐竜は弟や妹の世話をしたり、竜術士が子竜を少年竜にするときの手伝いをする。
竜は大きく分けて四つの成長段階を経る。第一段階で卵のまま生まれてくるが、この卵は人間の成人が両手で一抱えする程の大きさで大変固く、そうとうな衝撃にも耐えうるが、反面この強固なまでの殻により力の弱い子竜は自力で出てくることができず、出てくるには親竜か竜術士が手助けしてやる必要があるが、場合によっては卵側が相手を拒み、中々生まれない。卵の耐久年数もかなりのもので、卵の中の子竜はそのままの状態で一千年は生き延びることが可能。年季が入れば自我意識が確立され、簡単な術の使用が可能となる。孵化を手伝う相手が見つからない場合、この卵の時期(通称卵ちゃん)に相手が見つかるのを黙って待つしかないが、本編中で発見された三千年前の卵は流石に時間が経ち過ぎて居たために、孵ることができなかった。
第二段階として少年竜への変化がある。これにも第三者の手助けが必要となり、成長する際に数か月の眠りに付くが、そのままでは眠りすぎ目が覚めなかったりと難点ばかりがおきるので、親や竜術士がつきっきりで見守る必要がある。
上記二点は、コーセルテルの主軸として活動するマシェル家の子竜の成長と共に内容が明らかとなるため、以降の仕様は不明。なお、卵を抱いていれば竜術士（恐らく竜も）は何となく性別は分かるとのこと。
竜術士が子育てをする能力は、術資質とは別系統の力であり、竜を育成すればするほど能力は衰退する。前述した一番竜が補佐竜となるのも、竜術士の子育て能力が最大の時期に育てられたために基本能力値が他と異なるのがそもそもの理由。子竜を育てられることが術士としての条件であるため、育児能力の限界を迎えた時が世代交代の時期でもある。

#### 竜の種族について
星の五竜
竜の都が滅んだ後も世界各地で暮らしている。角の色は金。
- 火の力を司る火竜
赤茶色の髪と黄色の目を持つ。気質は陽気で豪放。反面、短期で喧嘩っ早いが彼らの荒っぽさはコミュニケーションの一つでもあるので、後に引きずることは少ない。炎そのものを操る他、一定空間の熱温を調節することもできる。火傷をしない体質だが、水に濡れることと、寒さが苦手。極端な方向音痴が多いのもこの一族の特徴。

- 水の力を司る水竜
水色の目と髪の色を持つ。明るく快活で社交的。幼い頃から異性に対して非常に惚れっぽく、好みの異性を見つけると人・竜に関わらず積極的にアプローチをかける。なぜか時おり両手を広げて呆れたように首を振る癖がある。水の成分の調節から水流の導きまで操ることができ、水に濡れても風邪は引かず溺れることもないが、暑さには弱い。

- 大地の力を司る地竜
目と髪の色はともに濃茶。象牙のような牙飾りを一族共通で身に着けている。真面目で努力家、そして読書が大好きで知識が豊富で、「知恵の竜」と呼ばれる。ただし、気質上あまり外に出歩くことがないため、知識ばかりが先行して経験不足になりがちなのが欠点。高い所には行きたがらない。物の重みを感じない（重力を調整できる）体質が備わっており、重い物も楽々と持ち上げられる。術としては地脈を読んだり、地面に埋まっている物を見つけたりと地味なものが多い。（地震を起こしたり派手なことも出来るようだが、危険なので禁じられている）術が地味なため、知恵をもって困難に対処しようとすることも、「知恵の竜」と呼ばれる由縁。基本的に苦労性の性格になりやすい。星の五竜の中で唯一、空気の無い場所でも平気である。

- 風の力を司る風竜
銀色の髪と、独特の光彩を放つ同色の瞳を持つ。その気質はやんちゃでいたずら好き。じっとしているのが苦手で常に面白いもの、新しいものを求めて飛び回る。地下に潜ったり水に濡れたりするのは苦手である。風を操り空を飛ぶのが最も得意。相手の身に纏う空気の匂いにも敏感で、一度会った相手は姿形が変わっても見間違えない。人化の術が余り上手くはない。風竜の里は未だに初代風竜王の血筋にこだわっているところがある。

- 植物の力を司る木竜
髪は浅い若葉色で、瞳の色は深緑。あらゆる植物の成長の促進補助に最も長けている。その中には薬草も多く含まれるため、コーセルテルの医療は基本的に木竜術士の仕事となっている。風竜と同じくいたずら好きだが、彼らの場合は術などを使った手の込んだいたずらを好む。暑い所が苦手。地上の里単位では竜族の中で一番数が少ない。

天の二竜
三千年前の事件で都が滅びたときに元の里から外(宇宙)に移住した竜族(移住したのか、元からそこに分里でもあったのかについては第二部までには不明)。少なくとも空気のない場所でも平気。
竜術士無しでは地上に居ることが難しい。角の色は銀。
- 光の力を司る光竜
髪は鮮やかな金髪で、目の色は個人によって異なる。物腰は上品で落ち着いており、どことなく貴族的な雰囲気を漂わせ、衣装にはフリルを多用。性格も穏やかだが、自分の憧れた対象にはどこまでも一途。その力の源は太陽の光と、それを反射した月の光。自ら発光する術、陽の光の下に居る対象を探索する術などが使える。里の移住先は月。

- 暗闇を司る暗竜
目と髪の色は漆黒と形容できる程の黒。背中には二枚の蝙蝠のような翼があるが、これは「暗竜の不安の証」と言われており、安心しきった状態の時は仕舞われている。剛毅な火竜とは正反対で無口、無表情で感情をほとんど表に出さない。しかし自分が心を寄せる人間にはとても強く執着する。
その力は七竜の中でも飛びぬけて大きく[注釈 1]、戦争時代竜の都最後の竜王に暗竜がわざわざ選ばれたという程純然な能力としては竜族最強。彼らが操るのは暗闇なので辺りを暗くするのが基本術だが、「空間」を操るのも力の範疇らしく、一定空間内から対象物（空気、炎など）を消滅させたり、同調術によって空間を跳び越して移動することもできる。音の類を操る術を苦手としているためか発音に関しても上手くなく、寡黙な性格もあいまって言葉に「…」が多く付く。
三千年前に「竜都コーセルテル」が滅亡した後、暗竜の一族は天空に旅立ってしまっており（卵の耐久年数から考えておそらく一千年ほど前）以降のコーセルテルにいる暗竜たちはその時に彼らが残した卵から生まれている。竜術で意思疎通のやり取りはできるが、里が宇宙のどこにあるのか、一族がどういう状態になっているのということがよくわからないので、基本的に里から新しい竜が来るということはなく、他竜と違い将来を嘱望されて育てられるのではなく、卵の耐久年数が来る前に孵化させなければならないというのが実状。暗竜達は成長後一族の元へ旅立ち、メリア家の元で養育されているラルカとエリーゼ、マシェル家のナータが地上に残る最後の暗竜であったが、後に暗竜一族が孵らなかったタマゴを託し、プレアが産まれている。
このまま彼らが全員旅立ち、女性であるラルカ・エリーゼが卵を残さなかった場合、月の種族に次いで地上から暗竜は消滅する運命にあり、闇の竜術士も同時に消滅する(暗闇の勾玉などによる補助で術そのものは残るが、術士としての存在理由がなくなる)のでメリアが最後の術士になるのではと思われていたが、プレアが産まれ、テイムが新たな暗竜術士になったことでしばらくは問題ないと思われる。
暗竜の里は、「竜都（コーセルテル）」「月の裏」「宇宙を旅する里」の3箇所があるが、竜都の里は追われたため滅び、月の裏の里は『子竜物語』3巻時点で誰も住んでいない。宇宙の里は暗竜が複数人暮らしているようだが、詳細は不明。暗竜の多くは地上で平穏に暮らすことを夢見ており、竜都の里に帰ることを望んでいるが、暗竜が多く地上に留まると星に危機が訪れるため、第三部現在は叶わぬ夢とされている。なお、竜都の里の跡地は、火竜家や地下書斎につながる遺跡の中に残っている。

### 竜術士について
竜の力を借りて竜術を使う人間のことを竜術士と呼ぶ。術士には生来の術資質により力の対象となる種族を幼少から守り育て、家族のようなコミューンを作っている。竜術士が得た力をコーセルテルの住人に役立てる代わりに、まだ幼い竜の子を守り育て、術を教える役目を持つことを示唆し「子守り術士」とも呼ばれる。現在のコーセルテルでは竜術士は各竜族ごとに一人ずつ、計七人と決められ、諸事情などで竜術士が交代した場合は先代は外に出なければならない(混血の場合は用途が異なる模様)。コーセルテルの場所は絶対秘密であるため外に出た者も口に正せないが、信頼のおける一人にだけは明かしてもいいということになっている(イフロフ談)。
竜術士は子竜に力を借りて術を使い、子竜はその感覚を感じることで術の使い方を覚えていく。成竜以上に力を引き出せる竜術士に育てられることは竜の将来にとって非常にプラスになるので、世界の各地に散らばる里の竜たちはこぞってコーセルテルに子竜を預けようとする。
重要となるのが、竜術においては竜が自分の意思で人間に力を貸すということが前提であり、逆に言えばいくら竜術士の資質が多く、強くても竜が力を貸さなければ術は使用できない。また術を使う際にかかる負担はほとんどが竜術士の方にかかる。前述したコミューンを築くのもこれが大きく要因する。
子育て以外の仕事に国中に残る竜都時代の遺跡の調査（昔かけられた術が不完全な状態で生きている場所や、老朽化していつ崩れてもおかしくない場所など）やコーセルテルに進入しようとする外来者の監視、外に出た者は竜術士候補の散策(一部誘拐もどき)がある。竜達も引退した竜術士に対しては出来る限りのことをしている。
現在の竜術士在任順位
()内は在任した時の年齢、【】内は実際にコーセルテルへやってきた順番（子竜物語1巻限定版付属設定資料集より）
メリア(36)【1】→イフロフ(32)【2】→ミリュウ(14)【3】→カディオ(18)【7】＝モーリン(21)【4】→ランバルス(29)【6】→エレ(20)【8】→マシェル(16)【5】

#### 竜術について
術資質は人間に生まれつき備わる体質のようなもので、この資質が子竜を育てられる程大きいと認められる事が竜術士として認められる条件の一つである。
竜術とはその名の通り竜の力を源として発動、その系統別に火・水・風・地・木・光・暗・月の8つに分けられ、効果・種類・規模まで多彩なものがある。基本的に竜は幼竜の段階から成竜なみの力を持っているが、未熟なうちは力の使い方が分からず「術」として発動させることはできない。術を覚えるには他の竜や竜術士に使い方を習う必要がある。
- 同化竜術
文字通り竜と融合して力を行使する術。通常の竜術よりも大きな力を安定的に操ることができるが、その分身体への負担も大きい。
同調術
二人以上の竜の力を合わせて使う合成竜術。同化術ほど大きな力を使うことはできないが、その分負担は大きくなく、組み合わせ次第では実用的な効果を数多くもたらせるため、日常生活はもちろん子竜の術練習にもよく使われている。また同種の竜と異種の竜では組み合わせた術の効果も異なり、どれだけ多くの属性を組み合わせられるかは竜・術士の腕前と資質次第。
術道具
竜の力を込めた特殊な道具のこと。持っていると竜が居るのと同じ効果があり、子竜を育てられるほど資質が強くなくとも、ある程度の資質があればこれを用いて術を使うことができる。ただしその力は竜本人から借りるよりも低い。コーセルテルの竜術士達は、大抵自分の育てる子竜の属性の他にもいくつか術資質を持っているので、同調術の時やちょっとした術を使いたい時、竜が傍に居ない時などにこれを使用する。各術に対応した術道具は、光が「光の灯玉」、暗が「暗色の勾玉」、水が「水の小瓶」、地が「地の貴石」、木が「森の種」、火が「火の黒灰」、風が「風の小箱」、と呼ばれている。術資質を持たない人でも使える術道具もあるが、そちらは機能の限られた使い捨て。術道具にも使用限界があり、限界を超えると力に耐え切れず壊れてしまう。

後にカディオが本から術道具を組み合わせることによって、特性を組み合わせることが出来ることを発見する。

#### 月の資質について
天の二竜・地の五竜の計七属性を使用することができる特殊な資質。これは他の先天性素質ではなく、後天的に身につけることができる。全ての資質を持つのはあらゆる種の術を操る力を使用するためであり、これを持っていることで沢山の子竜を育てられるようにもなるらしい。都の時代には月の属性を持つ人物を「竜王の竜術士」と呼び、その人物に育てられた「竜王」が存在していた。主人公マシェルは三千年ぶりに現れた「竜王の竜術士」でもあり、通常七人しかいない竜術士から例外として誕生した「八人目」である。
月の資質を得るには二通りの方法があり、幼少期にコーセルテル及びイルベスにいる月の精霊のどちらかと出会う必要がある。都の時代ではコーセルテルの「眠る精霊」と出会うことで比較的容易に月の術士を育てることができたのだが、都が滅び竜王を必要としなくなってからは次第にそれらの記憶も薄れ、資質を持つ人物も見つけようとしなくなった。しかし、この方法でナータ以下マシェル家の子竜達が資質を持つに至った。
そして、どちらかから月の資質を受け取ったかによっても力の質が変わってくる。コーセルテルから力を受け取った子竜達はシィに力の質についての話などを聞き、同じ気配に紛れて、コーセルテルから姿を隠す術を使えるようになった。これにより、コーセルテルの夢に取り込まれないことが可能となっている。
逆に「旅の精霊イルベック」は地理的に離れた場所にいることに加え、竜術士と歴史的に仲違いする精霊術士の国がそこにあるので、資質を持ったとしても竜術士として迎えられることはないに等しい（イルベス出身で資質を持つマシェルとカディオがやってきたのは偶然である）。

### 月の精霊について
二人居て、片方が旅の精霊イルベック。もう片方は眠る月コーセルテル。であり、イルベックの精霊術士などを通して詳しいことが語られた。
遙か昔にイルベックとコーセルテルはコーセルテルなどがある星に落ち、月に帰りたいと願うイルベックに対し、コーセルテルは星に留まることを選択した。帰りたいイルベックはコーセルテルとともに帰ろうとするが、コーセルテルは星に留まりイルベックと共に眠ろうとし、互いは相容れず、逢うたびに喧嘩となった。喧嘩は大嵐状態であり周囲の者はこれを災害と呼んでいた。
かといって仮にコーセルテルがイルベックと共に月に帰ってしまった場合、二人が居ることによってもたらされる様々な恩恵がなくなってしまう。（ヒトによってはコレも災いと呼ぶのだろうとイルベックは推測していた）
その後、始祖カレナスによってイルベックは人間の子供（女の子であり名はクレリア）に封じられた。これは人間として生きることにより人間の幸せを知れば月の力は災いではなく、護る力となるだろうと言われている。カレナス曰く「私たちの願いを聞いてくれた」。

### 竜術士以外の「術士」
- 魔獣術士

魔人の力を源にする「魔獣術」を使う者達。本編では登場しておらず、唯一暗竜術士メリアがかつて魔獣術士であったことが語られている。その息子ウィルフが使う「瞬間移動術」も魔獣術の一つ。竜術同様子供の頃から育ててもらい術を身につけていたが、昔はわざわざ人をさらって育ててもらっていた。資質が必要かどうかは不明。
- 精霊術士

精霊の力を借りて術を行使する者達のことを指す。ただし、魔人や竜が主で術士が従である竜術士とは逆に、精霊術士は中位以下の弱い精霊を司る場から無理に引き剥がして力を奪うために、精霊はもちろん竜や他の術士達の間でも忌むべき存在とされている。
成り立ちとして過去の竜術士が竜術を参考にして生み出した。そのため、資質系統などは竜術士と同一の物であり、多少の術式が異なるとはいえ基本的に精霊術士＝竜術士での重複習得は可能。
また、同一であるために精霊と仲良くなれば自発的に精霊が力を貸してくれることもある。

### 作品に登場する竜以外の種族

#### 術士対象
精霊
竜や人と並ぶ主要な種族の一つ。普段は人間の姿をし、言葉も交わすことができる。竜と同じように自然界の力を司っているが、彼らは数や種類が格段に多いために竜のようにはっきりと種族分けはされておらず、ただ司る対象に従って、「○○の精霊」と大雑把に呼ばれている。基本的には司るものの近くで個人ごとに好きに暮らしているが、春夏秋冬の四季を司る精霊たちはその力の性質上、長を頂点として厳しく統制され、力を振るう機会も制限されている。ただ、これ以外の精霊たちも、力の強い者が同じ種族の者をまとめたり、弱い者を守ったりする習性は本能的に備えているらしい。
コーセルテルを自分達にとっても特別な場所であると認識しており、そこに暮らす獣人や竜、竜術士たちとも友好な関係を築いている。
人間よりも寿命は遥かに長い彼らにもやがて老いる時は来るが、精霊の中には「眠りにつく」ことによって若い期間を長くできる者も存在する。ただし、余りに長い時間眠った状態が続いた場合、記憶も含めその存在そのものが消えてしまうこともある。
司る地が存在し、強い精霊ならば司る地から離れても何ともないが弱い精霊は司る地から離れてしまうと段々と弱り、消えてしまう。
同じものを司る精霊はみな兄弟のようなものであり、同じ大陸を司る者達は姉妹のようなものになる。精霊の兄弟には司る場を同じくして生まれる者と力ある精霊が分裂してなる者とがある。木の精霊は一つの木に一つがせいぜいで、お姉さんと呼ばれていても繋がりがあるわけではなく、「近所のお姉さん」のようなニュアンス。
また、人間（ひと）の世の精霊と言う種類もいる。これは人間の歴史と同じ頃に現れ始めた精霊の種類であり、人間を唆して精霊の住む場所をけがすために自然の精霊に怖れられ、人間と共にあることをのぞむゆえ、「竜術士をとられる」と竜族に怖れられている。人間が作るものから生まれる精霊で、大抵は人間の多いところで長年世代を超えて使われるものに宿ると言われている付喪神のような物、最大の利点としては司る地が移動可能な物体である事がほとんどなので、限度はあるが力が弱まることなく広範囲での移動が可能。
魔人
遥か昔、竜や竜術士たちと歴史に残る大戦争を繰り広げ、当時の竜都が滅亡した一因ともなった種族。現在はお互いの力が弱まった事もあって対立も沈静化し、竜と同じ様に自分達の里でのんびり暮らしている。マシェル家に住む魔人の幽霊ロズ・アルバはいかにも怪物然とした姿だが、これは三千年前の戦争時に彼らが術でわざと恐ろしい姿を取っていたためで、現在は竜人化した竜と同じ様な姿で生活しているらしい。コーセルテルには魔人はおらず、唯一人間と魔人の混血であるウィルフが居るのみ。

#### 獣人
その名の通り人と獣を合わせたような外見をしており、コーセルテルの大半の住民は彼らを占め、多くはそれぞれの種族ごとに集落を作って暮らしている。彼らは食料や衣類などの生活に必要な品々を作っており、それらは竜や竜術士が生活していく上で欠かせないものである。
かつて滅んだ都の『竜術士』を復活させた千五百年ほど前に世界中から集められ、竜や竜術士の生活を支える代わりに竜術士が獣人を守るという約束が成立して今に至っている。なお外の世界では獣人の数は次第に減少しており、現在では竜たちの里の近くにしかなくなっているらしい。
- ニアキス族

コーセルテルの獣人の中でも比較的馴染み深く、ポピュラーな種族。犬とキツネを足したような顔立ちをしており、ふさふさした尻尾を持つ。コーセルテルのほぼ中央にある湖の近くに集落を作って暮らしている。人懐こく穏やかで竜たちとはご近所付き合いをする仲。畑仕事を生業とするニアキス族は耳がピンとしており、家畜を育てているニアキス族は耳がたれている。住民の食料はほぼ彼らが生産している。
- グイ族

背中に鳥のような大きな翼を持つ有翼人種で、グランガ山の頂上に住んでいる。服や織物を作るのが仕事で、竜や竜術士たちの服作りはグイ族の仕事である。羽根の色はすずめ色。あまり上手には飛べない。
- ターフ族

地面に洞穴を掘りそこに暮らす種族。人間とモグラの合いの子のような姿をしており、体は小さく成人しても幼竜くらいの大きさしかない。穴の中から滅多に外には出ず、一生を一人で暮らすことも珍しくはない。武術訓練用の木剣や家具を作っているのは彼らである。
- 水獣人ハイネリ族

地底湖の村に住んでいる水獣人の一族。（コーセルテルの竜術士物語7巻第49話で登場）陽の光が届かないため、村はうす灯り球でフワフワ光っている。地下水脈を流れてコーセルテルに辿り着いた、現水竜術士エレを助けた種族。

## 主要キャラクター
ここでは、コーセルテルで暮らす竜や竜術士の他、主要な登場人物について解説する。本作では人はもちろん竜や精霊など、全て「〜人」と数えている。キャストはドラマCD版のもの。

### マシェル家
小高い丘の上にある遺跡(正しくは、土砂か何かで埋まった塔の露出した最上階部分)に住む竜王又は月の竜術士の家。最年長のナータから、下から2番目のカータまでは成長期が同じで、卵の孵化時期は違うがそれぞれ地・光・風・木・闇・火・水の順で頭文字がアカサタナハマになる。後にプレアとなる暗竜のタマゴを預かっていた。マシェル家の竜は全員が産まれてほぼ三年である。
マシェル
声：宮田幸季
本作の主人公である青年。冬の中頃生まれの18歳で七つの資質全てを持ち、七属性全ての術を身に着けたコーセルテル八人目の竜術士。元々はイルベス地方のある村で暮らしていたが、幼い頃に天災で家族を亡くし、唯一生き残った身内である出稼ぎ中の叔父二人を探して旅に出ていた所をミリュウの母エカテリーナに出会い、コーセルテルへと連れられて来た。
作中で「コーセルテル一」とよく評されるが、それは「一番術が使える」、「一番子守りが上手い」という2つの意味合いがある。優しく穏やかで、とにかく子竜たちのことが大好き。時にそれが行き過ぎて甘やかしてしまうこともある。自分のことではほとんど怒らないが、子竜たちが危険な目に遭ったりした時には本気で怒るし動揺もする。家事全般、特に炊事が得意で彼の作る料理はおいしいとコーセルテルでも評判であるが、本人曰く裁縫だけは苦手。
好物は蜂蜜。趣味はとにかく子竜にかかわること全て。七属性全てを持っていることから「竜王の竜術士」たる資格を持つが、本人はそうは名乗らずあくまで一人の「竜術士」として暮らしている。7竜全員を補佐竜にするためにこっそりその準備を進めていたが、一部には知られていた。いつか、行方不明の叔父達を探すためにコーセルテルを出るつもりであったが、そのうちの一人が木竜術士カディオであったため、現在どうするつもりかは不明。
周囲の助けや理解もあり子竜達全員を揃って少年竜にすることが出来た。
『イルベックの精霊術士』では子竜達の力を借り、コーセルテルの暴走を押さえつけ、エトワスとコーセルテルが会話をする時間を作った。
ナータ
声：下野紘
暗竜の男の子でマシェルの一番竜。無口無表情、会話の時の言葉も必要最低限しか使わない。宇宙に旅立った暗竜族が残した卵の最後の一つから生まれ、卵の中に千年近く居たため精神的な年齢は他の子竜と比べてかなり高く、無茶をしがちなマシェルの良きフォロー役で下の子竜たちの面倒見も良い。物事全てをマシェル中心で考えているので、時々そのために他のことを二の次にしてしまうこともある。
術もその頃から使えており、幼い頃のマシェルと卵越しに会話もできた。その時に彼と「竜術士の約束」をしており、その数年後に約束どおり彼の一番竜となった。プレアが孵るまでコーセルテルに残る暗竜の男性としては最後の一人だった。
サータ
声：竹内順子
風竜の男の子でマシェルの二番竜。やんちゃでいたずら好き。冒険心と好奇心が旺盛で色々な場所や物に興味を持つ。逆境に強く非常事態では常に真っ先に立ち直るが、その非常事態を起こすのが一番多いのも彼本人。ただ最近では兄としての自覚も出てきており、ナータを気遣うなど成長したところを見せている。ミリュウの一番竜ジェンとは、コーセルテルでは珍しい血の繋がった姉弟で、額のバンドもお揃いのものを付けている。
アータ
声：高橋美佳子
地竜の男の子でマシェルの三番竜。真面目で読書好き。幼いながら、挿絵の全くない大人向けの本も読破してしまう。その一方、知識先行型で非常事態に弱い。二番竜のサータがいたずら大将なので必然的にマシェルとナータの留守中には彼の歯止め役になろうとするのだが、持ち前の知的好奇心を押さえられず結局一緒に冒険に行ってしまうことも多い。
マータ
声：真堂圭
水竜の女の子でマシェルの四番竜。種族の傾向なのか惚れっぽく、少々ませた所がある。好きな遊びもままごとやお姫様ごっこなど女の子らしいものが多い。ただマシェル家では男の子が多いので、ままごとなどがあまりできないのが少し不満らしく、お泊り会で女性が多い水竜家に行った時には嬉しそうにはしゃいでいた。冬の精霊カシには出会った時から憧れていて、彼に会うのも楽しみの一つ。
タータ
声：福圓美里
木竜の女の子でマシェルの五番竜。おしとやかで面倒見が良い。何か問題があった時にはアータと共に抑え役にまわる。幼い木竜らしい罪のないいたずらを時折やっているが、要領が良いのでマシェルやナータ、アータ以外には気付かれていない。最近ではマシェルへのあまりの過保護をネタにナータをからかう場面が多い。木の精霊ルンタッタとは仲良し。
ハータ
声：仙台エリ
火竜の男の子でマシェルの六番竜。激しい気性の多い火竜族には珍しく性格は穏やかで人懐こく、のんびりしていて怒ったりすることもほとんどない。ただ火竜のある意味最大の特徴である方向音痴はしっかり受け継いでいる。最初の出会い以来アグリナが大好きで、術練習にも付き合ったことも。熱調節が得意で手先も器用。陶器作りやガラス細工を習いに、火竜家に度々遊びに行っている。
カータ
声：仲西環
光竜の男の子でマシェルの七番竜。はっきりした金髪に落ち着いた青の瞳。甘えん坊で少々泣き虫なところがあるが頑張り屋。マシェル家の七人だけでなく、コーセルテル光竜族の中でも最年少だったが、モーリンの所にきたセユウルが孵り「お兄ちゃん」になってからは目覚ましく成長し積極的に色々なことに挑戦している。太陽に反応するのか、とても早起き。

### 地竜家
森の中にある地盤のしっかりした家(劇中確認される限り、代々地竜術士が住み込まなければいけなさそうな立地になっている)にすむ地竜術士の家。代々地竜は知識を集める習性があるためだったのか、家の地下には代々の地竜術士と地竜達が集めた書庫が安置され、代替わりをするごとに地術で部屋ごと地下に沈め拡張する地下書庫（持ち出し禁止）がある。なおマシェル家に次いで多く登場している。
ランバルス
地竜術士を務める男性。秋の初めの生まれの35歳。外の世界で遺跡発掘（「盗掘」とも取れる）に携わっていたらしい発言が若干見られ、詳細は語られていないがこの時三歳年上の妻・ウィンシーダと出会い娘・ヴィアンカと共に暮らしていた。ヴィアンカはマシェルと同い年。ヴィアンカを置いてきた後ヴィンシーダを病気で亡くし、傷心でやって来たコーセルテルで当時の地竜術士ジリスの誘いを受け、竜術士となる。
肩幅が広くがっちりした体格。コーセルテルへ来た当初は前述の事情により非常に暗い性格だったが、地竜の子竜たちとの触れ合いの中で陽気で朗らかな性格を取り戻していった。地竜の子竜たちにとっては良き父親のような存在。その反面大雑把なところがあり、持ち出し禁止のはずの地下書庫の本も問題がない限り気楽に人に貸している。術は竜術士の中で一番下手だが、剣の腕前は我流ながらコーセルテル一。もっとも本人の性格もあって剣を振るっている場面はあまりない。
コーセルテルに害をなす者が入れないよう見回る役目を担っており、そのせいで家を空けていることが多い。それが原因で子竜たちが寂しがっているのも知っているが、心配をかけないようにと敢えて知らせないようにしている（ユイシィには打ち明けており、またロービィも薄々ながら気付き始めている）。趣味は読書と遺跡探検。子竜たちからは「師匠」と書いて「せんせい」と呼ばれている。
ユイシィ
ランバルスの一番竜にして補佐竜。黒い髪を腰まで伸ばした女の子。産まれてほぼ七年。落ち着いていて理知的だが少々真面目すぎる性格。一つ一つの動作が非常にきびきびしており、誰かに説教する時などは「キビッ」という擬音がつく。家を空けることの多いランバルスに代わりテキパキと家の中の仕事をこなしていくしっかり者。共に暮らしてきたランバルスに恋心を抱いているが、彼の亡き妻と生き別れた娘への想いも知っており、彼女自身の真面目さもあって今のところは家族以上にはなっていない。趣味は読書と写本。将来の夢はランバルスの書庫を充実させること。苦手は「黒いぞっとする虫」
ロービィ
ランバルスの二番竜。真面目で読書好きな少年。産まれてほぼ五年。初登場時はまだ幼い感が多分にあったが、ランバルスのような頼られる大人になりたいという憧れのためか次第にしっかりしてきている。暗竜の少女エリーゼとは遺跡での出来事（コーセルテルの竜術士物語第11話「ロービィの冒険記」参照）がきっかけでお互いに好意を持つようになり、以後交換日記（？）やデートを重ねている。
リド
ランバルスの三番竜。少年竜の男の子。産まれてほぼ四年。
クレット
ランバルスの四番竜。お下げ髪の幼竜の女の子。産まれてほぼ三年。

### 風竜家
風通しのいい数階建ての家に住む風竜術士の家。マシェルのコーセルテルでの生家でもあり(先代風竜術士エカテリーナに拾われたため)、マシェルと共に子竜がよく遊びに来る。「風竜王」に強い関心を持つという種族の性質からなのか、子竜の名前は歴代風竜王から。ただし性別は無視している。（初代風竜王の名前がシオリアで、四代目がミリュウ、六代目がロッタルクなので、エカテリーナからの慣習でミリュウが引き継いだからと思われる）
ミリュウ
声：緑川光
風竜術士にしてマシェルの義兄である青年。夏の初めの生まれの25歳。名前の由来は四代目風竜王ミリュウから。母方の祖父が風竜なので竜がいなくても術を使うことが出来る。ただし身体への負担が大きいため（同化竜術並に疲労する）あまり多用はできない。明るく気さくな好青年だが、人をからかうのが好きな面も。またマシェルと同じく少々天然ボケ気味である。自分の子竜たちも含め常に相手を「〜君」「〜さん」と呼ぶが、カディオやシオリアに対しては呼び捨て。生まれも育ちもコーセルテルなので、外の世界を知らず、その分それらへの憧れも強い。マシェルがコーセルテルに来てから竜術士として独立するまでの期間には一緒に暮らしており、今でも彼を弟のように可愛がっている。趣味は歌を歌うことと、術で遊ぶこと。
酒を一定量以上飲むと、その後数日間起きてこないという困った癖がある。
子竜達からの呼び名は「師匠」と書いて「ししょー」（「ししょう」ではない）。
『イルベックの精霊術士』にも登場。竜の血を引く人間として、精霊ではあるが人間でもあるエトワスに力の使い方を教えることになる。ヴィーカを一目見て、彼女がランバルスの娘・ヴィアンカだと気がついたりもした。大事なことで説明を余りしないのは母譲り。手紙が感覚的なのも母譲りである。
ジェン
声：〆野潤子
ミリュウの一番竜で補佐竜。常に元気いっぱいの女の子。産まれてほぼ十一年。髪は肩の辺りで切り揃えている。空を飛ぶのはもちろん、勉強から家事までとにかく楽しんでしまう名人。「面白い物はみんな素敵」と思っているので、メオの作る奇妙な陶器も彼女にとっては素敵な作品である。しかし、じっとしていることと水に濡れることは苦手。ミリュウとは以心伝心の仲であり、緊急事態にも慌てず的確に彼をフォローする。マシェルがコーセルテルに来たのとほぼ同時期に卵から孵っており、幼少の頃は一緒に暮らしていた。
マシェルの二番竜サータとは、コーセルテルには珍しい血の繋がった姉弟。夢はミリュウと世界一周すること。卵から出るのが遅かったが、これはミリュウの心の奥底の願い（コーセルテルから出たい）を感じ取っていたためである。いたずらもせず、いつも明るく振る舞っていたのも、ミリュウに心配をかけない、コーセルテルで楽しく暮らして欲しいためといった理由があったが、ミリュウの妹のことが発覚した時の事件が元で吹っ切れた（コーセルテルの竜術士物語38・39話「風向きが変わるとき」参照）。
名前の元は五代目風竜王の「ジェンファナー」
ロッタルク
ミリュウの二番竜。長い髪を三つ編みにした女の子。名の由来は大冒険で有名な六代目風竜王ロッタルクだが、男名であるのが恥ずかしいのか周りには愛称の「ロッティ」で通している。真面目できちんとした性格で、やんちゃ盛りのグレイスやゼインにはいつも振り回される。幼い頃はよくいたずらをしてはマシェルに助けてもらっていた。マシェルが独立して家を出る際、「マシェル君に頼らない、いたずらはしない」ことを誓い、今は日々それを実践するために奮闘中。その頃からの関係で今も彼を兄のように慕っている。
グレイス
ミリュウの三番竜。やんちゃを絵に描いたような少年でとにかく身体を動かすのが大好き。エレとカシの武術訓練も楽しみにしている。男の子なのだが、名の由来はなぜか絶世の美女と言われた七代目風竜王。
ゼイン
ミリュウの四番竜。グレイスと共に常にはしゃぎまわる幼竜の男の子。名の由来は八代目風竜王。
フアナ
新しい風竜術士見習い予定。ミリュウの妹でエカテリーナの娘（実子）。3歳→4歳。名前の由来は初代風竜術士フアナから。生まれついて風の力が強く、習ったりしなくても風を操ったりしていた。初めてミリュウとあったときもすぐに「あんちゃん」と分かったほど。エカテリーナから風の力を抑える術を習ってはいるものの、人外の力を持った者が人里で暮らすのは難しいため、諸々の問題が片付いたらコーセルテルにてミリュウに預けられる。『子竜物語』から風竜家の一員となった。一人称は「ふーな」。これは父親が自分のことを「ふーな」と言うと喜ぶから。

### 火竜家
土の中をくり抜いて陶器釜と鍛冶施設が一体化している火竜術士の家。家の中は年中暖かく特に工房は蒸し暑い。
イフロフ
火竜術士を務めるかたわら、鍛冶屋も兼業する男性。秋の終わり生まれの46歳。コーセルテルに来る前は妻であるフィナと共に鍛冶屋を営んでいたが、ある事件をきっかけに大ゲンカして飛び出し、火の資質を持つ者の例に漏れず極端な方向音痴によってコーセルテルに迷い込みそのまま竜術士として住み着く。
寡黙で口下手なところがあり、普通の受け答えは大抵「…うむ」で済ませてしまう。後に妻とは和解し、掟により一緒には暮らせなかったものの秘密は許可を得て全て話していた。彼女の死後、遺された娘アグリナを引き取るも、生来の口下手のせいで最初は会話もまともにできなかった。しかしマシェルらの協力もありそれも克服。現在は親子として仲良く暮らしている。火竜たちやアグリナからの呼び名は「オヤジ」。代替わり後、妻の墓がある村で鍛冶屋を営んでいる。
メオ
イフロフの一番竜で補佐竜。豪快で喧嘩っ早い、火竜族の典型のような少年。常にサラシの上に上着一枚と言う気合の入った服装をしており、火竜の弱点である水や寒さも根性で克服してしまった。趣味は陶芸だが、作る作品はどれもいびつなはにわのようなデザインで、面白いもの好きな風竜以外にはあまり受けが良くない。またこの陶器は非常に頑丈で落としても壊れず、彼はよくデザインをバカにされた時にこれでリリックを殴って泣かせている（加減はしているとのこと）。当初言い争いばかりだったアグリナとも今は随分打ち解けており、漫才まがいのケンカを繰り広げている。甘い物が好きという意外な一面もあり。夢は最強の陶芸品を作ること。火竜家の中では比較的方向感覚がまとも。
リタ
声：福原香織
イフロフの二番竜（元は三番竜であったが、後述の元二番竜のレリが里に帰ったことで繰り上がった）。おてんばな女の子で、アグリナとは「ケンカするほど仲がいい」を地で行く関係。彼女を「アグリナ姉ちゃん」と呼ぶ。怒ったり慌てたりすると両手を握り締めてぶんぶんと振り回す癖がある。
マノ
イフロフの三番竜。いつも元気な少年竜の男の子。代替わりの際にイフロフに着いていき、共に鍛冶屋をしている。
スウ
イフロフの四番竜。リタやマノと共に元気に駆け回る女の子。
アグリナ
声：野中藍
新しい火竜術士。初登場時は16歳で見習い。イフロフとその妻フィナの一人娘であり、外で母と二人暮らしをしていたが、母の死後、火の資質が強かったため火竜術士の見習いとしてイフロフに連れられてコーセルテルへやって来た。明るく面倒見の良いお姉さん肌の女の子で、ケンカっ早いのが玉にキズ。火竜たちとはケンカが絶えないが、それもコミュニケーションの一つである。普段は三つ編みお下げ髪に活動的な服装（以前見た女冒険者に憧れて真似たとのこと）だが、『海に行く夢』（竜術士物語第8話）では行商時代に身に着けていたおしとやかな装いで周囲を驚かせた。勉強が苦手で、コーセルテルに来た当初は術もイマイチだったが少しずつ上達している様子。最初の出会い以来マシェルに恋心を抱いているが、彼が色恋にとてつもなく鈍いため全く気付かれていない（一応、彼女がヒロイン……）。強い火の資質持ちの例にもれず方向音痴で度合いは親よりもすさまじく、目的地とは正反対の方向へ進んでしまうが、何度もマシェル家を行き来しているため、マシェル家には迷わず行くことができるようになった。
そんな彼女も『子竜物語3巻』にて正式に火竜術士になる。この物語は彼女の成長物語ともとらえることができる。
ヤチ
アグリナの一番竜の男の子。同時期に孵った暗竜のプレアとはケンカ友達。火竜には珍しいぱっちり二重。アグリナの教育の甲斐あってか、方向音痴の兆候が見られない。

### 水竜家
滝の流れる岩の脇に作られた、出入り口が複雑な水竜術士の家。子竜の名前は「つながりのあるものを」と考えて命名されており、上から順にしりとりになっている。
エレ
声：斎賀みつき
水竜術士を務める女性。冬の終わりの生まれの25歳。本名、アルセ・エレッダ・カレナス。（アルセは身分や地位を表すための言葉）元はイル・カレナスという小国の女王の妹であり、祖国が大国カルヘーツに併合され、姉がカルヘーツの後宮入りした後旅に出るが、その途中誤って河に転落、流されて来たところをコーセルテル地下住まいの獣人に助けられ竜術士となった。
気が強く凛とした雰囲気を持つが、それを隠そうと多少猫をかぶることがある。術のみならず剣の腕前も一流で、武術訓練では指南役を担う。すっきりとした佇まいで同性にも好かれる一方、いい加減な妥協や甘えを許さない厳しさも持っている。ミリュウに好意を寄せているが、マシェルと同様に鈍感であるため、今のところ進展は無い。カディオとは祖国にまつわる確執のためにギクシャクした関係が続いていたが、最近ではそれも改善されつつある。なお酒が入ると手に負えなくなるらしく、滝壺に飛び込んでしまうことも有るらしい。家事が凄まじく苦手で「料理が美味しくできるかどうかは運」とのことだが、お茶を淹れるのだけは得意。
リリック
声：代永翼
エレの一番竜で補佐竜。青い長髪を後ろで纏めた、整った顔立ちの少年。家事が凄まじく苦手なエレに代わり水竜家の家事全般を一手に引き受けている。基本的に人当たりは良いのだが、余計な一言をついポロッとこぼして事態をややこしくしてしまいがち。水竜らしくとにかく女の子が大好きで、同世代かそれよりやや年上が好みらしい。その中でもユイシィは本命で会うたびにアプローチをかけているが、悲しいまでに通じていない（お人よしが高じて、ユイシィの恋路を応援して身を引いてしまうことも多々）。一方で光竜のマリエルに想いを寄せられているが、こちらはリリックの方が気付いていない。将来の夢は格好いい大人になること。
クララ
エレの二番竜。水竜らしく惚れっぽく、少々ませている所もあり。リリックに対してはさらりとキツイことを言ったりもするが、内心では彼をきちんと認めてもいる。マシェルに憧れたりロービィに期待したりと、恋多き少女である。異性の理想像は「知的で物静かでかっこよくてやさしくて、あたしのためなら何でもしてくれるステキな人」というかなり贅沢なものだったが、何故か自分の好みとは正反対であるはずのニアキス族の少年オルタが気になるようになってしまう。
ラティ
エレの三番竜。ツインテールの幼竜の女の子。
ティルク
エレの四番竜。あまりわがままを言わない、大人しい幼竜の男の子。

### 木竜家
長い年月で大樹に半場侵食された遺跡に住む木竜術士の家。コーセルテル住まいの精霊達の駆け込み寺のような状態になっているらしい。
カディオ
声：三木眞一郎
木竜術士を務める長髪の青年。夏の初めの生まれの25歳。
家事全般から畑仕事(種をまき収穫した綿で機織→生地生成→衣服)まで何でも万能にこなす器用な人物。そのために他人の仕事まで引き受けてしまう苦労人な所もある(作者曰く器用貧乏)。
コーセルテルに来る前は精霊術士をしていたが、精霊を解放していたことがばれて術士仲間から追放され、その後エカテリーナに導かれてコーセルテルにやって来た。その背景から水竜術士エレに対して負い目があったが、ある事件によりエレの心を知り、最近では次第に関係が改善されてきている。当時コーセルテルには木竜術士がおらず空席状態だったため、事実上のぶっつけ本番で竜術士となった。特異な状況下で世代交代が行われたため、通常一人の竜術士につき一人の補佐竜を二人付けられた。初めての命名には混乱を極めたらしい。
木竜たちとは、ロイとノイのいたずらに手を焼いているのを除けば仲良く暮らしている。風竜術士ミリュウとは年が同じな事もあり、お互いを理解し合える親友同士（余談だが誕生日も同じである）。マシェルとは同郷のイルベス地方出身で、過去に旅の月の精霊と出会っていたらしく、全ての術資質を持つ（つまり、カディオも『竜王の竜術士』となれる資質があることになるが、現在は木の資質以外は自ら封印中。ただし、他の資質が竜術士となれるほどの強さがあるかどうかは、まだ明らかにされていない）。それ以外にも性格や容姿で、マシェルと似通った面が多いが、その理由は眠る月をめぐる騒動の後、判明した。
『イルベックの精霊術士』にも登場。クレリアが自分の妹弟子であることを知り、尽力してくれる。
ノイ
声：松本彩乃
カディオの一番竜でロイと共に補佐竜を務める女の子。ロイとは卵時代に一族が決めた婚約者同士で、いつも一緒に行動している。しかし本人曰く「そんなにいつも一緒じゃないわ。それにこれからもずっと一緒とは限らないわ」。以前は木竜術で妙な果物や薬を作って食べさせるなどのいたずらを他人に仕掛けカディオを困らせていたが、彼の過去やそれにまつわる苦悩を知ってからはきちんと竜術士の手伝いができる補佐竜になりつつある。もっとも術研究は止めたわけではないので木竜家の隠し棚には怪しげな研究の「成果」が大量に隠されており、そのことにカディオはとっくに気づいているが、いたずらに使わないならと黙認している。夢は壮大な夢を持つ人の力になること（今の所はロイ。ただし、もっと壮大な夢を持つ人が現われれば…）。
ロイ
声：鈴木千尋
カディオの二番竜でノイと共に補佐竜を務める。ノイとは一族が決めた婚約者同士で、常に見事なシンクロ振りを見せる。「手段の為に目的を吟味し実行する」性格で、術の研究が大好き。昔はそれでいたずらをしかけ周りに迷惑をかけていた。術の複雑な研究にかけてはカディオも認めるほどに優秀だが、基本の術に関しては年少のタータに教えてもらえとからかわれるなど、アンバランス。カディオの記憶喪失事件以降は責任感が芽生え、きちんと彼を補佐できるように頑張っている。夢は南海の小島に木竜術の実験パラダイスを作ること。二人とも他人の害になるいたずらはしなくなったが、別方面では続行中。
キーニ
カディオの三番竜。ボーイッシュな女の子で、読者からはよく男の子と間違えられていた。気が強くおてんばに見えるが実は甘えん坊で寂しがり。盆栽が趣味。
カラナ
カディオの四番竜。ロングヘアの女の子。
ロット
カディオの五番竜。まだまだ甘え盛りな幼竜の男の子。寒さに比較的強い。

### 光竜家
湖の上に建てられた神殿のような光竜術士の家。家の中はレースであふれている。
モーリン
光竜術士を務める女性。冬の初めの生まれの28歳でゆるく波打つ薄紫の髪の美人。コーセルテルに来る前はレキ島という、竜信仰の文化のある地で巫女のような存在だった（ただし、そこでは竜についての事実が正しく知られておらず、「竜は願いを何でも叶えてくれる存在」という誤った認識が信仰の下敷きとなっている）。竜が来訪するまで断食して祈り続け、命の危険に晒されていた所を、たまたま郵便組合の仕事の手伝いをしていた、当時の光竜術士補佐竜だったラスエルに助けられ、コーセルテルへ。後に彼と結婚し竜術士となった。
物腰は上品でしとやか、言葉遣いも非常に丁寧。どんな時でも自分のペースは崩さず、その毅然とした姿は、育てる光竜たちにとって憧れの的である。趣味は裁縫やレース編み。マリエルたちにエプロンを作ってあげたこともある。夢は月に行くこと。『竜術士物語』の終盤で妊娠し、『子竜物語』4話の時点で既に出産していた。
マリエル
モーリンの一番竜で、今の補佐竜。産まれてほぼ七年。やや緑がかった金髪に薄緑の瞳。マシェルの子竜たちが卵がえりをしている間に補佐竜を引き継いだ。清楚な容姿で、礼儀正しく気立ても良いが、こうと決めた時にはとても積極的。橋を渡っていて落ちそうになったところをリリックに助けられ、以来彼に好意を持つように。またモーリンやエレなど強い女性にも惹かれており、エレとカシの勝負を見たことがきっかけで武術訓練にも参加する。女の子であるためか、訓練を受ける子竜達の中では唯一、普段着とは別の練習着姿を披露している。
ファーリル
モーリンの二番竜。産まれてほぼ五年。鮮やかな金髪に紫の瞳の、ポニーテールの女の子。
セユウル
モーリンの三番竜。産まれてほぼ一年。赤みがかった金髪に水色の瞳。『竜術士』3巻第3話で卵のまま母親セユセに連れられ、紆余曲折の末にモーリンに預けられた男の子。その後『竜術士物語』第1巻第2話で卵から孵った。カータを「にーに」と呼んで懐いている。光竜家・マシェル家含め最年少であったカータにとっても初めての弟分と呼べる存在なので、カータもまた彼を大変可愛がっている。セユセ曰く「コネもなく能力もたいしたことない、クジ運がよくて選ばれた子」。
ラスエル
モーリンの夫でありまた、補佐竜でもあった光竜。産まれてほぼ二十五年で、先代補佐を十七年務めた。マリエルより緑みの強い金髪に、深い青の瞳。マシェルの子竜が、卵がえりをしている間に、補佐竜をマリエルに引き継いだ。先代の光竜術士の補佐竜でもあり、外の世界で危機を救ったのが縁でモーリンと知り合う。代替わりした際に本来ならば里に帰り族長になるはずであったが、一族の反対を押し切り彼女と結婚、引き続き補佐竜を務める。そのため現在の光竜族長は先々代の補佐竜であった彼の姉がなっている。穏やかで誠実な人柄だが慌て者。動じることのないモーリンと比べてやたらと慌てる場面が多いが、いざとなると頼りになるらしい。趣味は園芸と生花。モーリンとの子供が生まれたら子供の生き方を縛りたくはないため（コーセルテルは竜術士と見習いしか人間は住めない）ある程度たったら子供と共にコーセルテルを出て行くことになっている。
レオノラ
モーリンとラスエルの間に生まれたばかりの娘。世界観の項の法則に則ると、光竜の血を引く人間。

### 暗竜家
森の中にある、何かの建造物の壁？のような場所に隣接する暗竜術士の家。窓が小さく内部に部屋が多く、日中でも室内が暗くなる作りになっている。
メリア
暗竜術士を務める白髪の女性。春の初めの生まれの54歳。人が住むには最北に位置する小さな村であるラナス村出身。厳しさと包容力を併せ持っていて、子竜たちからは「メリア母さん」と呼ばれており慕われている。竜術士の中では最年長でまとめ役になることも多く、ミリュウやマシェルら若い竜術士にとっても頼りになる存在で、若くして竜術士となったマシェルや、特殊な境遇にあるナータに対しても常に気遣っている。亡き夫が魔人でその魔獣術士をしていたが、夫が亡くなった後、人とは少し違う姿をしている息子のウィルフと安住の地を求めてエカテリーナの案内でコーセルテルにやって来た。長らく暗竜術士がいなかったため地竜家の地下書庫にある本で独学で暗竜術を覚えた。実はカディオと同じ精霊術士の学校を卒業しているため精霊術も使える模様（ただし正式な精霊術士になる前に夫についていき魔獣術士になっている）。ささやかな夢は「孫が暗竜だったらいいな」とのこと。エリーゼを養育した段階で子竜を育てる力は限界に達している(それ程までに暗竜の力は強い)。『子竜物語』にて新しい暗竜術士であるテイムが来たため、近々コーセルテルを出る予定。
ラルカ
声：水橋かおり
メリアの一番竜で補佐竜。ショートヘアの少女。産まれてほぼ十六年。無口で無表情、目立った形で感情を表す事は少ないが、その分冷静に状況を見ていることが多い。話し方も、単語を繋げたような淡々としたもの。しかし実は寂しがり屋で一人ぼっちが嫌い。一緒に暮らしてきた義兄ウィルフを、「お兄ちゃん」と呼んで強く慕っている。趣味は日記をつけることだが、その中身はウィルフのことがほとんどらしい。将来の夢は「お兄ちゃんと居る」こと。
コーセルテルの郵便配達の担当がティーマとなったときに説明不足でお兄ちゃんと居られなくなると勘違いし、術を暴走させるがウィルフが郵便組合で働かないかと言い、承諾する。その後で呼び方がお兄ちゃんからウィルフさんとなった。コーセルテルから出て外の世界で暮らすため人化術の練習をしているが、これがプレアの変種属性に気づくきっかけとなった。
エリーゼ
声：高橋美佳子
メリアの二番竜。産まれてほぼ十三年。マシェル家の子竜達と同じくらいの外見の、ロングヘアの少女。暗竜らしく無口で無表情だが、好意を持った相手に対しては人懐こい笑顔を多く見せる。「お兄ちゃん」であるウィルフにとても懐いている。また地竜の少年ロービィとは遺跡での出来事がきっかけで、お互いに好意を抱くようになり、交換日記をする仲に。
ウィルフ
声：檜山修之
コーセルテルの内外を行き来する郵便屋でメリアの息子。冬の初めの生まれの34歳。人間と魔族のハーフなので、額には第三の眼と、頭には帽子に隠れて普段は見えない小さな角が一本ある。また、魔人の血を引くため年齢よりも若い外見をしている（小冊子より）。いつも配達のためにあちこちを飛び回っていて、家にはあまり帰らないが、一緒に暮らしてきた暗竜の少女たちのことは妹のように可愛がっていて、帰ってきた時は優しく思いやりのあるいいお兄ちゃんである。竜術は使えないが、魔獣術の一つ「瞬間移動術」を使うことができ、仕事にもそれを活かしている。第三の眼は本来なら瞬間移動先を見るためにあるがハーフであるため使えず、勘に頼って瞬間移動をしており、障害物があるところに跳ぶと極めて危険とのこと。ミリュウとは幼馴染で、ミリュウの兄的存在である。
テイム・フランテル
新しい暗竜術士。天文学者。カルヘーツ帝国が小国であった時から続く名家の跡取りだったが宇宙が好きで研究に没頭するあまり、家のことも妻子のことも顧みなかったため家督を継ぐ役目は弟に移り、家を出た。その後、行くあてもなく飲んだくれていたが、エカテリーナにコーセルテルへ暗竜術士にと放り込まれる。夢は宇宙に行くことで、暗竜術士になれば宇宙に行けると知るが、自分の夢を子竜を押し付けてしまいそうなため辞退しようとした。が、卵の意志が宇宙にいる暗竜たちのもとへ帰るという目的だったため孵してしまい暗竜術士になる。来たばかりで術もうまく使えないので本来なら見習いであるが、卵を孵したため暗竜術士を名乗っている。
プレア
テイムの一番竜。暗竜の変種の男の子。灰色の髪で暗竜特有の羽もなく暗竜の力も弱い。また変種のため体が弱い。一千年前に旅立った暗竜たちから卵寿命間近になっても孵らないため一縷の望みを託しコーセルテルへ送られた。卵歴千年という年期が入っているためか孵ってすぐに喋り（暗竜は控えめな話し方であることが多いが、プレアはよく喋る）、かなり生意気（強がり）な性格。
何の変種だったか判明していなかったが、人化術に特化した人間にとても近い竜ということがラルカによって推測された。

### 先代補佐竜たち
コーセルテルに住む竜術士と各竜の里の連絡役や子竜を届けたりするのが役目。そのため度々コーセルテルを訪れている。
なお、暗竜については第三部現在では先代補佐竜が不明だが、里長が確認されているためそちらを記述する。
シオリア
声：成田剣
先代風竜術士エカテリーナの補佐竜で現・風竜族の守長。マシェルにサータを預けにきたのも彼。ジェンに「迷惑な暴風」と言われるようにぶっきらぼうで荒い言動が目立つが、内面では仲間や子竜の事をよく考えている。エカテリーナが出て行ってしまったのでマシェルやミリュウも同じようになるのではと考えており、そうなった時のジェンたちを心配している。「外に出る」ことに対して殊更に過敏になるのもそのためである。産まれてほぼ三十年で、補佐竜の期間は十八年。
ノーセ
先代地竜術士ジリスの補佐竜で現・地竜族副族長。竜術士となったマシェルにアータを預けにきた（『竜術士物語』第19話参照）。地竜らしく、生真面目な性格。大地の精霊クレイベルに対し、憧憬・尊敬を抱いていたと取れる旨の発言もしている。産まれてほぼ三十年で、補佐竜の期間は二十三年。
クルヤ
先代木竜術士コゼリィの補佐竜。マシェルにタータを預けにきた。マシェルが「竜王の竜術士」であるため、マシェルの子竜らが竜王となり、各竜の里の期待もあいまって、コーセルテルが「竜都」として復活してしまうのではないかと懸念していたが、マシェルの思いを知りその不安を払拭する。本心ではマシェルを気遣っている。一人で物事を考えると暗い方向に考えがち。また、先代補佐竜の中では最年長だが、シオリア曰く泣き虫。産まれてほぼ六十四年で、補佐竜の期間は五十一年と歴代で二番目に長い。
ベルティ
先代水竜術士ルギの補佐竜。マシェルにマータを預けにきた。いつも笑顔の朗らかな女性。レイティルとは里に帰ってからも仲が良いようで、今でも文通している。産まれてほぼ二十一年で、補佐竜の期間は十五年。
レイティル
先代火竜術士ローダの補佐竜。火竜の例に漏れず彼女も大変な方向音痴で、マシェルにハータを預けに来た時などは、迷いに迷って隣の大陸にまで行ってしまった。『竜術士物語』57話での里のお使いの際にも行方不明になり、シオリアに迎えに来られていた。火竜の割に気はさほど強くないようで、泣いている描写が多い。代替わり以降は、先々代補佐竜となった。産まれてほぼ二十六年で、補佐竜の期間は十年。
ラスエルの姉
先々代光竜術士の補佐竜であり現在の光竜の里の族長にしてラスエルの姉。名前はまだ出ていない。本来なら先代補佐竜であるラスエルがこの立場にあるが、ラスエルが現光竜術士のモーリンと結婚したため、彼女が代わりにこの地位についている。そういう負い目があるためかラスエルは彼女には逆らえない様子。族長という立場、里が月という遠方にあるため滅多に来ることもなく、何かある場合はラスエルを呼びつけている模様。
セレンディ
宇宙を旅する暗竜の里の里長。暗竜の先祖返りで不死。現在の年齢は不明だが、3000年前の竜都の時代には既に暗竜の里長であり、1000年前に最も早く竜都から旅立った暗竜のひとりでもある。夢渡りの術を使い、人の夢に介入できる。『子竜物語』3～5話にてプレアをコーセルテルへ送り出したのも彼（性別は不明）。

### 精霊
カシ
声：寺島拓篤
春夏秋冬の季節のうち「冬」を司る精霊の一人で、元はコーセルテルに駐留する「冬軍」寒波隊の隊長。北極圏や南極圏の精霊の一員ではなく、世界最高峰の山の万年雪の精霊という孤高の存在である。外見的には十九歳前後の青年だが、実年齢はよろずを超えている（記憶があるのは、ここ2千年程）。老人に優しい「ババコン」。「竜術士」第1話にて初登場し、マシェルに術勝負を挑むが、マシェルの同化術の前に完敗。以降しばらくはマシェルに再戦を申し込むべくつきまとうも、のらりくらりとかわされ続け、時には手助けさえしてしまう妙な間柄になる。マシェルに固執するあまり冬将軍から届いた昇格の打診を拒み、結果冬軍をクビになってしまう（ただし冬将軍からは未だに気にかけられているような描写もある）。結局行く所がなくなった末にフルーおばあさんの家の居候となる。マシェルとは「子竜たちが大きくなるまで（再戦を）待つ」という約束の下、現在は休戦中である。マシェルに勝負を挑んだ理由は、戦って名を上げて自らに力があることを万人に示し、出身地である世界最高峰の山の精霊で万年雪を守り続けている精霊のおばあさん（エドリザという名）を心安らかに眠らせてあげたいから。精霊としてはかなり高位の力を持ち、万年雪なので夏の暑さの中でも平気で動き回れる。剣の腕前もエレをしのぐほどであり、それを買われて武術訓練の手伝いもしている。
2000年ほど前に世界の殆どを氷付けにした古の冬の精霊が分裂したうちの一人で、同じく分裂した兄姉が三人いて、名前をタブ、クス、シイという（後述）。
シイ
カシの姉。正確には、古の冬の精霊が分裂したうちの一人で、精霊の力を受け継いだカシに対し、かつて竜たちと戦った精霊の記憶を部分的に受け継いで竜たちを恐れている。
人格面は姉とはいえないほど幼く頼りなく、しかも四人の中では一番暑さにも弱く泣き虫。泣けばみぞれが降る。真夏の炎熱にあてられて人形サイズにまで縮小してしまう。その小さい体のままで仔竜たちやマシェルにおびえて地下へと逃げ込み、一騒動起こす。
古い記憶を受け継いでいるため、眠る月と旅の月の力の違いや眠る月の夢に入る術を覚えていて、子竜達やマシェルに教えた。
ブナ
冬の精霊で見た目は十六歳くらいの女性。何故か常に京都弁のような言葉遣いで話す。カシに熱烈に惚れていて、絶えず彼を追いかけて飛び回っていた。「カシに振り向いてもらうため」という理由でカシが負けたマシェルに勝負を挑むが、自分を気遣うマシェルの器の大きさを認めると大人しく手を引いた。その後カシが休戦したので彼女も再戦の時まで問題はお預けになっている。
クヌギ
冬の精霊でブナの兄。言葉遣いはやはり京都弁に近い。「冬軍」の都の近衛兵でもある（寒波隊と近衛隊には対立感情がある模様）。
アクタエオン
「夏」を司る精霊の一人。調子に乗りやすく熱い性格で、ケンカ友達であるカシに術勝負を挑み、一度コーセルテルに気候異常を起こしている。マシェルとその子竜のことは「竜術士殿」「子竜さん」と呼んで尊敬している様子である。カシには「アクタレ虫」と呼ばれており、その影響でマシェルの子竜たちにも「虫さん」と呼ばれることになってしまった。そんな中、正しく名前を呼んでくれたマータを気に入っている様子で、「マータさん」と呼んでいる。
ルンタッタ
木の精霊。見た目は小さな少女。通称ルン。ある雨の日に、獣人エントットの住む地下のほら穴に流されてきた。生まれたてでありながら水と光が足りなかったために一時は衰弱しきっていたが、マシェルやタータたちの協力で元気になる。現在では人間でいう十歳くらいの外見にまで成長し、エントットと仲良く暮らしている。まだ小さいが、将来はかなり高位の精霊になれるというカディオのお墨付き。名付け親はマシェル。
リンテッテ
「人間（ひと）の世の精霊」と呼ばれる種族で、暗竜家の近くにある朽ちて廃墟となった古代の「家」に宿っていた。コーセルテルが竜の都であったころから存在していたと思われる。住むべき人が一人も居なくなってしまった家で眠っていたが、人間であるランバルスが遺跡にやってきたことにより目覚め、「人間あっての自分。ここに住んでお家（おうち）をよみがえらせて」と、「家」を訪れたマシェルを引き止める。しかし、その引き止めがナータの怒りを買い、「家」を破壊された。それにより一時は消滅の危険があったが、マシェルやルンタッタ達のお陰で小さいながらもまた復活した。目覚めた時の外見は長い黒髪で目元まで隠した女性の姿をしており、現在もそれがそのまま小さくなったような状態。今の「家」（というより祠）は子竜達が作った秘密のお家の近くにある。通称リンテ。名付け親はマシェル。
クレイベル
世にもまれな大地を司る大精霊。最高位の精霊であり、非常に知恵と知識と力のある精霊。「竜の都」の礎を築き、数々の竜王竜術士を育て上げた。マシェル家の地下に居る竜王の竜術士・フェルリもその一人である。「竜の都」としてのコーセルテルを最後に去っていった光竜に頼まれて、竜の都を土に埋めた。その後、そのまま現代まで水晶窟の中で眠り続けていたために、一時は消滅の可能性もあったが、小石の精霊に導かれたカータによって完全に目覚めの時を迎える。厳格な気難し屋の一面もあるが、元は教育係を務めていたこともあって、実際のところはフェルリと同じく可愛い子竜が大好き。マシェルとその子竜からの呼び名は「水晶のおひめさま」（カータが会った時の姿が、絵本に出てくるお姫様に似ていたため）。どうやら、昔のカシ（二千年以前の記憶をなくすよりさらに前）やカシの出身地の山の精霊（エドリザ）とも知り合いであったようである。
イルベック
月を司る二人の精霊の内の一人『旅の月の精霊』。マシェルとカディオの出身地、イルベス地方で生まれたと言われている。行方不明の叔父を探すため川を下っていたマシェルと先代風竜術士エカテリーナを引き合わせ、マシェルがコーセルテルに来るきっかけを作った。『イルベックの精霊術士』で詳しいことが分かるが、今は人間のエトワスとして暮らしている。
コーセルテル
月を司る二人の精霊の内の一人『眠る月の精霊』。コーセルテルの地にて眠り続けていると言われ、その地名の由来でもある。クレイベルの言によれば、気のやさしい、おっとりとしたいい精霊であるが、ひとつだけ悪癖を持っており、『竜術士物語』終盤の大騒動のもととなった。
『イルベックの精霊術士』ではイルベックの力を感じ、目覚めかけて、クレリアを取り込もうとしたものの、マシェルや子竜達の尽力、エトワスの説得により納得し、また眠りについた。
コーナ
『眠る月の精霊』コーセルテルが人間の姿をとった状態であり、『起きた月の精霊』。『子竜物語』58話で、夢の中でナータとの会話を試みたが、ナータの疲労にマシェルが気が付き、以降は行わなくなった。マシェルの助言を受け、62話で地上に降り立った。67話でマシェルの子竜たちと出会い、子竜たちに名付けられた。

### 獣人
フルーおばあさん（本名　フルアデラ）
湖の傍に住むニアキス族のお婆さん。老いてなお好奇心旺盛で活発。料理が上手で彼女の作る菓子は村の子供や子竜たちにも大好評。マシェルが竜術士になった当初から色々と世話を焼き、今はカシを居候させたりと面倒見も良い。昔、とある冬の精霊とロマンスがあったらしい。そのせいか精霊についての知識が豊富で、マシェルも知らないようなことを知っていたりする。
エントット
マシェルの庭のほら穴に住んでいるターフ族のお爺さん。ほら穴に篭って一人で暮らしてきたが、雨で流されてきたルンタッタが居ついたのをきっかけに、他者の温もりを知るようになる。ルンタッタが元気になってからは一緒に暮らしており、ほら穴の入り口にも専用の小さなドアが付けられている所を見るとマシェルたちとも会っているらしい。
オルタ
ニアキス族の少年。陽気で活発、少々喧嘩っ早いという典型的なガキ大将タイプ。父親はニアキス族の村長さん。同じニアキス族であるジリー、キイトといつも三人組で遊んでいる。秘密基地を作ったり、手製の筏で河を渡ろうとしたりと冒険心が強く、時々それで失敗する事も。河に落ちたのがきっかけで水竜のクララと知り合い、それからはよく一緒に遊んでいるらしい。
キイト
オルタ、ジリーと共によく遊んでいるニアキス族の少年。突っ走りがちなオルタのストップ役も兼ねる。
ジリー
ニアキス族の少年で、オルタやキイトと常に三人で遊んでいる。他の二人より耳が垂れ気味なのが特徴。耳が垂れているのは母が森ニアキスの為。愛用の帽子を大切にしている。オルタらと比べるとやや気弱で、泣き虫な面がある。

### その他のコーセルテル関係者
エカテリーナ
先代風竜術士でミリュウの実母。マシェルにとっても母同然の存在で、マシェルからは「エカテ母さん」と呼ばれている。風竜の血を引いており、その力がミリュウにも受け継がれている。叔父を探して一人で河を下っていたマシェルを見つけ、それ以外にもメリアやカディオを連れてくるなど、今の竜術士たちの原点に深く関わっている。説明をほとんどしないという悪癖があり、竜術士を連れてくるときコーセルテルに放り込んで自分はさっさといなくなってしまう。外の世界にコーセルテルに害をなす動きがないかを調べて手紙でカディオに送る役目を担っており、それと同時に里から追放されて行方不明になっていた夫を探していたが、「竜術士物語」39話において、実際には夫を五年前に見つけており、現在3歳になる娘・フアナが居ることが明らかになった。なお、自身の風竜の力をフルに使って老化を留めていたので見た目はかなり若い。夫を発見してからは留めを解除したので今は少しずつ人並みに年を取っている。
『イルベックの精霊術士』にも登場。余り説明をしないのは相変わらずで在り、クルルがエトワスが人間として生きるためには他の人間が必要だろうとエカテリーナに選定を頼んだらクレリアを連れてきた。
イルベック関係をコーセルテルの面々に知らせるとき、フアナに次に会うときはお姉ちゃんになっているかもと子竜物語で話していた。
ティーマ
先代風竜術士エカテリーナの三番竜。代替わり後にすぐ里から飛出し世界中を飛び回って遊んでいたがシオリアに郵便組合に入れられ、コーセルテル担当の新しい郵便配達員になった。コーセルテルにいたころはわんぱくでいたずらっ子だったらしい。配達員になった当初は説明不足で誤解を産んだりもしたが、その騒動も解決している。
メルシュ
先々代の風竜術士。エカテリーナの母（ミリュウの祖母）。夫は風竜。自身も竜と人間のハーフ。「竜術士物語」第42話（ひかりまたたく）にて登場。先代光竜術士の補佐竜であったラスエルがコーセルテルに残れるように力添えをした一人。
レリ
イフロフの元で暮らしていた火竜の女の子で、彼の元・二番竜。マシェルがコーセルテルに来る以前に火竜術士家で暮らしていたが、ある日、家出したメオを追いかけて遺跡に迷い込んだ時に大けがをしてしまい、傷が癒えるまで里に帰郷。結局そのままコーセルテルに戻ることはなく、今も里で暮らしている。ただ、設定資料集2のおまけ漫画でアグリナを迎えにいった際には彼女も同行しており、その時のイフロフへの接し方や、今もイフロフ達に頻繁に手紙のやり取りをしていることからも分かるように、今でもイフロフを強く慕っているようである。見た目の年齢はすっかり里に住んでいた頃のメオを追い越してしまっていた。
アグリナの提案でイフロフが引退する前に火竜一家全員で過ごすことになった際は休みをぶんどって（友人である先代木竜術士コゼリィの三番竜、フォーレリィに「上手な上司の脅し方」を教えて貰い）火竜家に客人としてやってきた。
その後、コーセルテルを出たイフロフのところに恋人を連れて訪れる。恋人は里を守る守備隊の隊長で、レリがコーセルテル帰りのため求婚者が多いため結婚は困難そうではあるが火竜一家は応援する。
フィナ
イフロフの妻。故人。鍛冶屋を営むイフロフの家の隣の家の金物屋の娘でイフロフとは幼馴染。子供の時からイフロフが迷子になった時、常に彼女が探しあてていた。イフロフとある事件で大げんかしイフロフが飛び出したあとは、娘のアグリナと共に金物屋の行商をしながらイフロフを探していた。
コゼリィ
先代木竜術士。17歳の時にコーセルテルにやってきて一生を竜術士として過ごした。病気がちで体が弱く、元は父親が竜の不死伝説を信じてコーセルテルを訪れた。竜術士になれば竜が全力を尽くすと約束し、彼女は竜術士となった。

### イルベックの精霊術士関係者
エトワス
現在のイルベックが人間となった姿。イルベックとは別人ではあるが同一人物。精霊としての面が強いため非常に体が弱い。流行病で家族が死に自身も死にかけた際、イルベック状態の時にクルルと出会い、会話。クルルはエトワスを守ることにしたのだが、病気を治そうとするたびにあちこちが枯れていき、そのことを憂い、クレリアと出会ったときは死のうとしていた。その後、クレリアやヴィアンカと出会いコーセルテルを目指すこととなる。
クルルが力を与えた巨大な枝を持っている。
月の精霊としての力は使えなかったのだが、ミリュウと出会い、多少は使えるようになる。
コーセルテルに繋がる遺跡を訪れたときにイルベックが自分の記憶をエトワスに見せたことでかつてのことを少し知り、最終的には起きかけていた片割れ、コーセルテルと会話。旅の月らしく、コーセルテルには住まず、クレリアとともに旅をすることとなった。
クレリア
エカテリーナ曰く“本物の精霊術士”になれる少女。クレリア本人は知らないが、カディオの妹弟子に当たる。エカテリーナがクルルに依頼された“エトワスを支えて助けて守ってくれる穏やかでお人好しで賢くなくても強くて優しい女の子”の条件を満たしていたため、彼女に風の力で吹っ飛ばされてエトワスと出会った。16歳で春の産まれ。軽業が得意であり、術者としては中の下。旅の一座で育ったが術士としての素質があったため、術士の勉強をすることになった。
クルル
千年大樹の精霊で最初の頃はヤギの姿をしていた。これはエトワスに仲間と思われないようにするためのクルルなりの配慮であり、人間としてエトワスを育てようとしていたが、術について教えていなかったり、エトワスの病を治すために力を使い大地の力を枯渇させた。死にかけていたイルベック状態のエトワスを助け、イルベックと会話。イルベックが地上にとどまるならば自分も貴方を守ると約束する。本来の姿は女性。エトワスに母さんと呼ばれて歓喜していた。
ヴィーカ
両親の悲願を継いで竜の都・コーセルテルを探すためにクレリアとエトワスを雇った古代竜学者。本名はヴィアンカ・リオティールで、カルヘーツ帝国リオティル領次期領主。父・グランレイックは大盗賊を率いた首領で、母・ヴィンシーダはカルヘーツの名家の出の竜学者だった。母・ヴィンシーダが病で亡くなるより前に両親と離れたため、母の死や父・グランレイックが地竜術士・ランバルスとしてコーセルテルで暮らしていることを知らない。父が盗賊を辞めていなかったら、曽祖父の名で悪名と知られるランバルスを継がされることになっていた。

### 3000年前の竜都時代の関係者
竜王の竜術士の幽霊（本名　フェルリ）
マシェル家の地下遺跡の一室にある棺に眠っていた女性の幽霊。30歳没。三千年前に栄えた竜都コーセルテルの、最後から二番目の「竜王の竜術士」で、最後の竜王アゼットの育ての親だった。竜都衰退以降は外の世界を見ることも無くなっていたが、マシェルの子竜たちが地下に迷い込んだのがきっかけで友達になる。マシェルと同じく七つ全ての術を使うことができたが、幽霊となった今では当然ながら使えない。かなりおっとりした性格でマイペース。長い戦いの哀しみも知っており、その後に訪れた平和を心から喜んでいるので、魔族の幽霊とも今は良い友人である。皆からは「竜王の竜術士さん」と呼ばれる（クレイベルのみ「フェルリ」と呼ぶ）
魔族の幽霊（本名　ロズ・アルバ）
マシェル家の地下遺跡に住んでいる魔人の幽霊。その正体は三千年前にコーセルテルを襲った魔族軍の一兵士。竜都崩壊の際の崩落に巻き込まれて地下に閉じ込められ、幽霊となった後も竜に対する憎悪と恐怖から地下をさ迷っていた。地下に入ってきたマシェル達を見て最初は怯え逃げ惑うが、マシェルの子竜たちが七竜同時同調術で地下いっぱいに咲かせた花を見て、かつての強力な竜術がすっかり様変わりしていることに驚く。さらにウィルフから現代の魔人たちからの手紙を受け取ったことで、荒れていた心は救いを見出す事ができた。今は地下墓地の一室でフェルリとのお喋りや、たまにやって来る子竜たちと遊ぶのを楽しみにしている。皆からは長い間「魔族の幽霊さん」と呼ばれていたが、精霊になったことが判明して以来「ロズおじさん」に変わった。月の精霊の事件の時にコーセルテルの寝言に怯え、気がついたら貰っている手紙の中に隠れられた。このことにより、手紙のやりとりのお陰で哀しみが薄れて自身が幽霊ではなく精霊になったことが分かり（司る地というのが手紙の束になる）手紙の束を移動させれば移動も出来るようになったために魔族の村へと帰ることとなった。
アゼット
竜王アゼット、「竜王の竜術士」フェルリの補佐竜。暗竜。フェルリに似ているからという理由で、その娘であるラシェを妃に迎えたがっていた。
フェルリを亡くしたことにより暴走。世界の半分を破壊したと言われている。暗竜が恐れられている原因ともとれる。一人で遊びに行き、よく笑う暗竜だったらしく、3000年後の暗竜を知る面々からは想像できない、と言われた。
ラシェ
最後の「竜王の竜術士」。フェルリの娘である。自分の竜術士フェルリを失って暴走した竜王アゼットをとめるべく「竜王の竜術士」となった。8代前の地竜術士の書庫から肖像画をクレットが見つけ、ユイシィの願いでフェルリに贈られた。
ダグ
フェルリの夫であり、ラシェの父である男性。コーセルテルを襲う魔族と戦っている。リュシーナを預けられたことから竜術士と思われる。フェルリの話に寄れば彼女と別れる前、『旅の月はこの星を抜けて月へと帰りたがっている。それは自分も同じ気持ち』と言って笑って話していたという。
リュシーナ
ダグが預っている地竜の卵。長老たちは、リュシーナを竜王アゼットの妻にと考えていた。

## 制作背景
本作は石動が少年漫画誌に投稿していたころに構想された。当時は子竜がひとりで、主人公は別の人物であった。しかし改めて構想し直した際に話にできなかったため、マシェルが主人公となった。子竜は絵を先に考えた後に、種族が決められている。

## 書誌情報

### 単行本
- 石動あゆま『コーセルテルの竜術士』創美社〈クリムゾンコミックス〉、全4巻
  1. 2001年4月25日、ISBN 4-420-17029-8
  2. 2002年3月25日、ISBN 4-420-17038-7
  3. 2003年3月25日、ISBN 4-420-17046-8
  4. 2004年1月28日、ISBN 4-420-17055-7
- 石動あゆま『コーセルテルの竜術士物語』一迅社〈ZERO-SUMコミックス〉、全8巻
  1. 2004年12月25日発売[5]、ISBN 4-7580-5113-5
  2. 2005年8月25日発売[8]、ISBN 4-7580-5173-9
  3. 2006年3月25日発売[9]、ISBN 4-7580-5217-4
  4. 2006年11月25日発売[10]、ISBN 4-7580-5258-1
  5. 2007年7月25日発売[11]、ISBN 978-4-7580-5297-9
  6. 2008年4月25日発売[12]、ISBN 978-4-7580-5344-0
  7. 2008年12月25日発売[13]、ISBN 978-4-7580-5385-3
  8. 2009年7月25日発売[4][14]、ISBN 978-4-7580-5412-6
    - 限定版 同日発売[4][15]、ISBN 978-4-7580-5413-3
- 石動あゆま『コーセルテルの竜術士〜子竜物語〜』一迅社〈ZERO-SUMコミックス〉、全14巻
  1. 2010年7月24日発売[16]、ISBN 978-4-7580-5511-6
    - 限定版 同日発売[17]、ISBN 978-4-7580-5512-3

  2. 2011年1月25日発売[18]、ISBN 978-4-7580-5581-9
  3. 2011年10月25日発売[19][20]、ISBN 978-4-7580-5657-1
  4. 2012年5月25日発売[19][21]、ISBN 978-4-7580-5706-6
  5. 2013年2月25日発売[22]、ISBN 978-4-7580-5785-1
  6. 2015年1月24日発売[23]、ISBN 978-4-7580-5986-2
    - 特装版 同日発売[24]、ISBN 978-4-7580-5987-9

  7. 2015年10月24日発売[25]、ISBN 978-4-7580-3124-0
  8. 2016年5月25日発売[26]、ISBN 978-4-7580-3192-9
  9. 2017年3月25日発売[27]、ISBN 978-4-7580-3264-3
  10. 2017年12月25日発売[28]、ISBN 978-4-7580-3325-1
    - 特装版 同日発売[29]、ISBN 978-4-7580-3326-8

  11. 2018年7月25日発売[30]、ISBN 978-4-7580-3370-1
  12. 2019年2月25日発売[31]、ISBN 978-4-7580-3420-3
  13. 2019年11月25日発売[32]、ISBN 978-4-7580-3474-6
  14. 2020年11月25日発売[33]、ISBN 978-4-7580-3562-0
    - 特装版 同日発売[34]、ISBN 978-4-7580-3563-7
- 石動あゆま『イルベックの精霊術士』一迅社〈ZERO-SUMコミックス〉、全2巻
  1. 2013年10月25日発売[35]、ISBN 978-4-7580-5860-5
  2. 2014年5月24日発売[36]、ISBN 978-4-7580-5922-0
- 石動あゆま『コーセルテルの竜術士〜子竜冒険記〜』一迅社〈ZERO-SUMコミックス〉、既刊1巻（2024年4月30日現在）
  1. 2024年4月30日発売[37]、ISBN 978-4-7580-8503-8

### 新装版・文庫版
- 石動あゆま『コーセルテルの竜術士 新装版』一迅社〈ZERO-SUMコミックス〉、全4巻
  1. 2007年1月25日発売[38]、ISBN 978-4-7580-5268-9
  2. 2007年2月24日発売[39]、ISBN 978-4-7580-5272-6
  3. 2007年3月24日発売[40]、ISBN 978-4-7580-5276-4
  4. 2007年4月25日発売、ISBN 978-4-7580-5283-2
- 石動あゆま『文庫版 コーセルテルの竜術士』一迅社〈ZERO-SUMコミックス〉、全2巻
  1. 2015年5月25日発売[41]、ISBN 978-4-7580-3052-6
  2. 2015年6月25日発売[42]、ISBN 978-4-7580-3068-7
- 石動あゆま『文庫版 コーセルテルの竜術士物語』一迅社〈ZERO-SUMコミックス〉、全4巻
  1. 2015年7月25日発売、ISBN 978-4-7580-3099-1　
  2. 2015年8月25日発売、ISBN 978-4-7580-3109-7
  3. 2015年9月25日発売、ISBN 978-4-7580-3118-9
  4. 2015年10月24日発売、ISBN 978-4-7580-3127-1

### 関連書籍
- 『コーセルテルの竜術士ガイドブック』2011年10月25日発売[19]、ISBN 978-4-7580-5657-1
- 『ななつの星とお月さま コーセルテルのイラスト集』2014年7月30日、ISBN 978-4-7580-5940-4

## ドラマCD
コーセルテルの竜術士物語
COMIC ZERO-SUM CD COLLECTION 30　一迅社 2007年6月
当初はコミックZERO-SUMの誌上通販で発売されたが、現在では一迅社オンラインショップにて入手可能。
コーセルテルの竜術士物語2
COMIC ZERO-SUM CD COLLECTION 44
コミックZERO-SUMの誌上通販にて2008年夏に発売。
コーセルテルの竜術士 ドラマCDブック
2016年7月25日、ISBN 978-4-7580-3216-2